# U. Twijnstra's Oliefabrieken N.V.

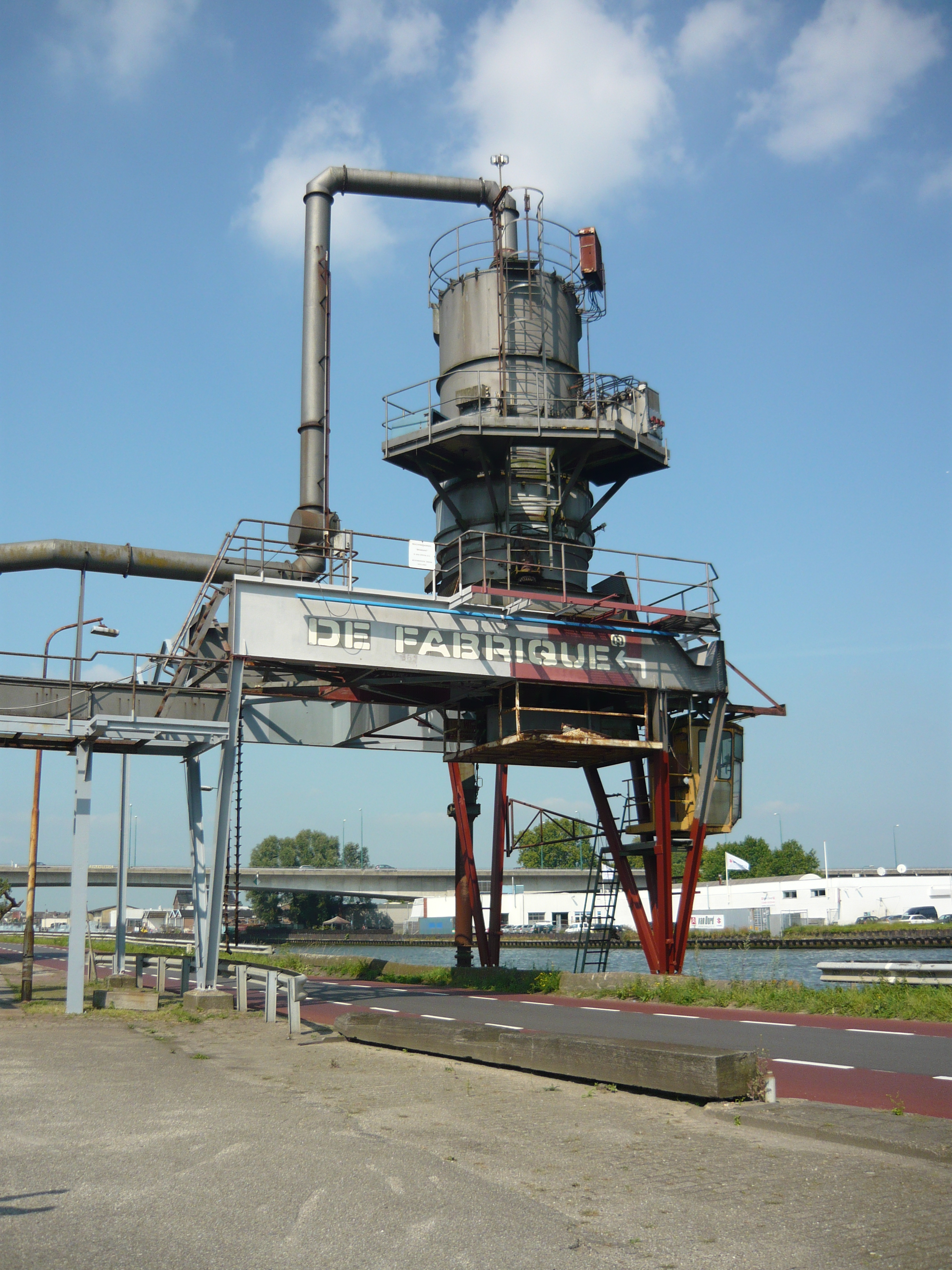
Deel van de voormalige UTD-fabriek bij Maarssen langs het Amsterdam-Rijnkanaal. Zichtbaar is een deel van de zuiginstallatie voor de overslag vanuit schepen naar de fabriek.

U. Twijnstra's Oliefabrieken N.V., ook bekend onder de afkorting UT uit Hendrix UTD dateert van 1887 toen Ulbe Twijnstra de oliemolen De Eendragt te Akkrum kocht. Deze molen produceerde olie en lijnkoek. Deze lijnkoek, het pulp dat overblijft na het persen van de olie, dient als veevoer. Met deze twee producten waren oliemolens op twee markten actief en zo ook UT. In 1891 werd de stoom/windmolen in Akkrum afgebroken en vervangen door een stoomfabriek en ook een klein oliemolenbedrijf in Franeker, De Vlijt, verworven waar in 1906 een tweede vestiging ter plaatse kwam voor de verwerking van aardnoten. In 1915 werd de onderneming omgezet in een nv, maar bleef lang een familiebedrijf onder leiding van (klein)zonen van Ulbe Twijnstra. 
In 1921 werd er, in een tijd van groei, een nieuwe grote fabriek in Maarssen gebouwd nadat eerder, in 1918, het bedrijf in Franeker van de hand was gedaan. In de vestiging Maarssen (dat in 1922 in werking kwam) werd het oliebedrijf overgebracht, waaraan in 1930 een zeepfabriek werd verbonden. Mede om te profiteren van de gezamenlijk inkoop van grondstoffen werd er in 1930 een samenwerking aangegaan met het internationale bedrijf Unilever. De zeepfabriek werd onderdeel van Unilever. De bestuursvoorzitter van UT, T.J. Twijnstra had van 1931 tot 1933 ook een leidinggevende rol bij Unilever. Bij een overeenkomst in 1931/32 met de Noord Nederlandsche Oliefabriek te Groningen werd de veevoederproductie van deze overgenomen en de betreffende fabriek stilgelegd.

## Na 1945
In het begin haalde UT de meeste inkomsten uit de olie. De economische recessie in Nederland tijdens de jaren 50 zorgde voor een omslag bij UT. van plantaardige olieslagerij naar mengvoederfabrikant. Onder T.J. Twijnstra groeide U. Twijnstra's Oliefabriek N.V. uit tot een van de grootste veevoederfabrieken van Nederland. In 1963 fuseerde UT met de mengvoerafdeling van NV Oliefabrieken Calvé-Delft tot U.T.-Delfia BV (UTD). NV Oliefabrieken Calvé-Delft waren al sinds 1928 onderdeel van Unilever. UTD expanseerde verder met onder meer een produktielocatie in Helmond, aan de industriehaven, in 1972. In 1986 werd U.T.-Delfia verzelfstandigd. De nadruk lag vervolgens op specialisering en automatisering. Met minder personeel toch een ruimer assortiment kunnen bieden. 
In 1998 nam Nutreco U.T.-Delfia over om het samen te voegen met Hendrix' Voeders BV tot Hendrix UTD. In 2012 werd Hendrix UTD overgenomen door ForFarmers, die verderging onder de naam ForFarmers Hendrix, waarmee de laatste verwijzing naar Twijnstra verdween. In 2015 liet ForFarmers ook de naam Hendrix vallen. De vestiging in Akkrum werd in 2002 gesloten en vervolgens gesloopt om plaats te maken voor een nieuw bedrijventerrein. Een straatnaam herinnert nog aan Ulbe Twijnstra. De fabriek in Maarssen werd in 1996 stilgelegd en is daarna omgebouwd naar het evenementencentrum DeFabrique. In 2013 werd het complex gewaardeerd als gemeentelijk monument.